# مانگو تی‌وی
مانگو تی‌وی (芒果TV, Mángguǒ TV, انگلیسی: Mango TV; MGTV) یک شرکت رسانه‌ای چینی است که توسط شرکت دولتی سامانه پخش تلویزیونی هونان کنترل می‌شود. مانگو تی‌وی در تاریخ ۲۶ مه ۲۰۰۶ در چانگشا، هونان بنیان‌گذاری شد و بعداً تصمیم گرفت از نام «مانگو تی‌وی (اینترنت، تی‌وی، پی‌سی، فون اند پَد)» به عنوان نام تجاری پلتفرم ویدئویی خود در سال ۲۰۰۸ استفاده کند.